# Bell 206
O Bell 206 JetRanger é um helicóptero utilitário desenvolvido e fabricado pela empresa norte-americana Bell Aircraft Corporation.

## Histórico
O Bell 206 JetRanger originou-se no início da década de 60 para participar de uma licitação do exército dos EUA para um helicóptero leve de observação. Apesar de inicialmente perder o contrato, a aeronave entrou no mercado civil em 1967. Posteriormente, acabou entrando em serviço no exército, na marinha e no corpo de fuzileiros americanos, onde obteve destaque como treinador e utilitário. O desenho básico permaneceu o mesmo, mas a aeronave já sofreu atualizações como o 206B JetRanger II em 1971 e o 206B-3 JetRanger III em 1977, com um novo rotor de cauda e um motor mais potente turbinado.
O 206A e o 206B são helicópteros de cinco assentos, enquanto o 206L LongRanger é uma versão alongada com sete assentos. Tanto a versão de cinco, quanto a versão de sete, possuem dois lugares a frente e três na traseira, mas a versão de sete lugares possui uma fileira de dois assentos entre as anteriores. O Long Ranger é comumente usado como ambulância aérea, já a versão padrão é muito pequena para esta função.
Também fabricado sob licença pela Agusta na Itália.

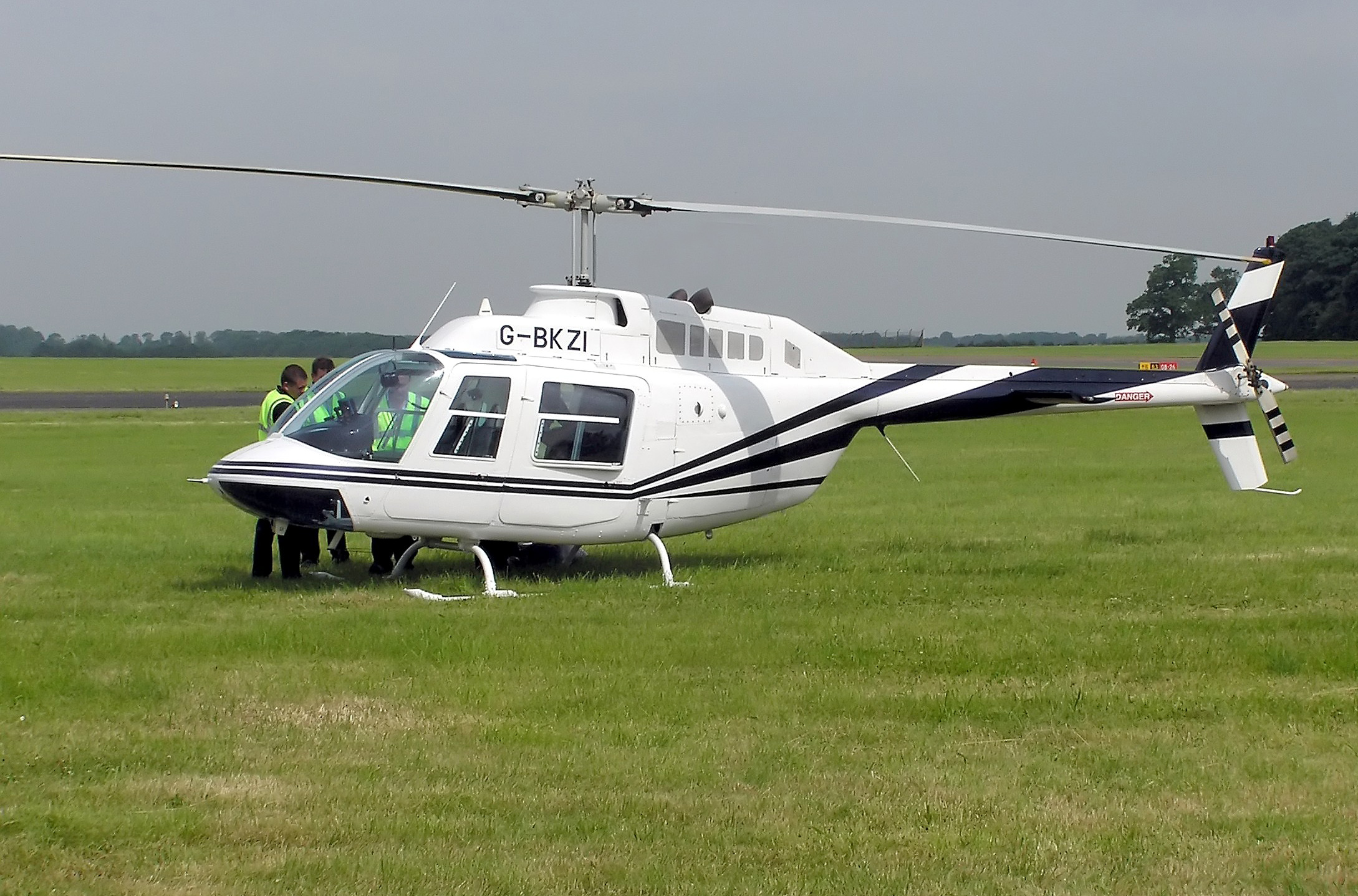
Bell 206A Jet Ranger
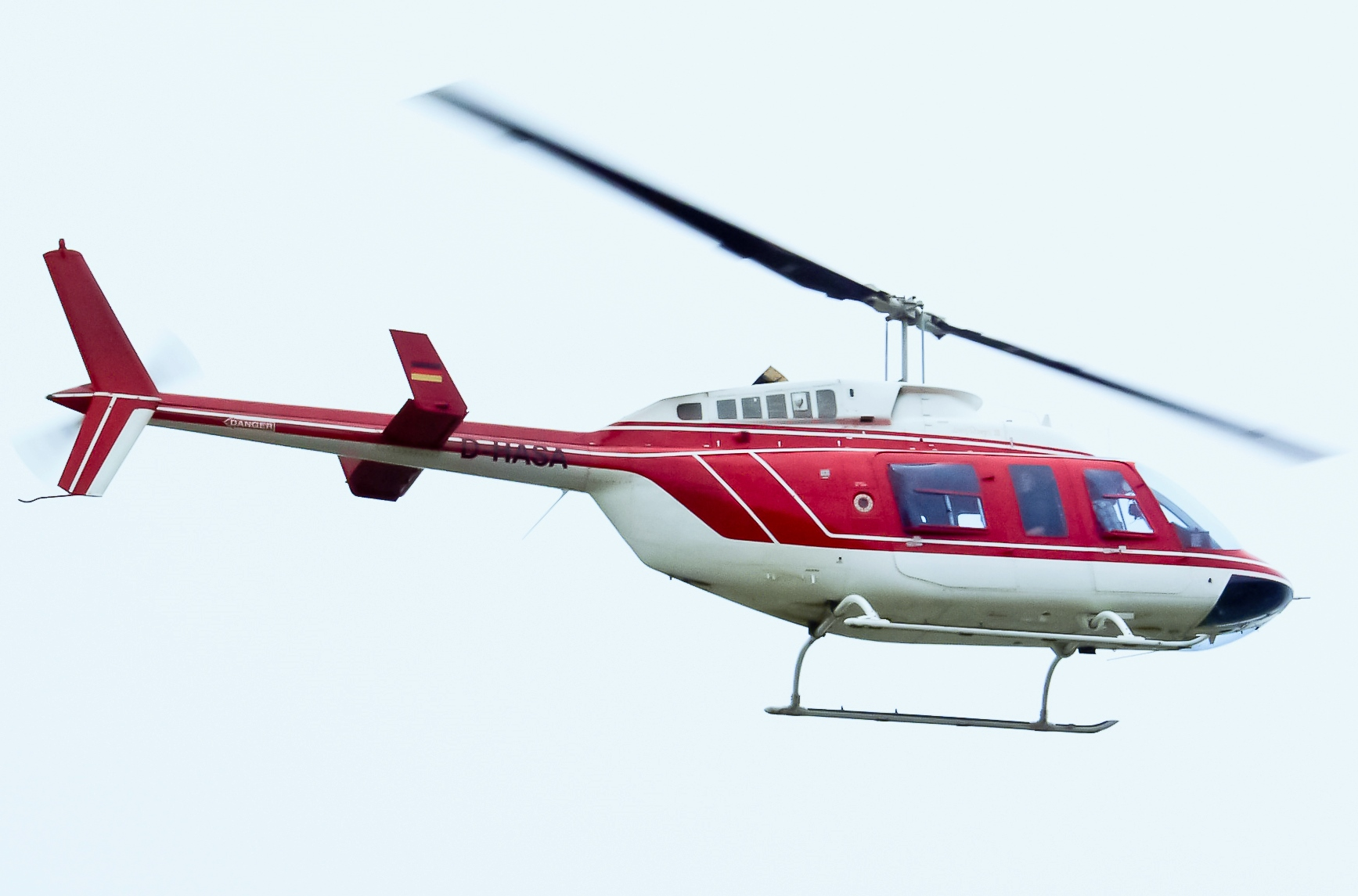
Bell 206L-3
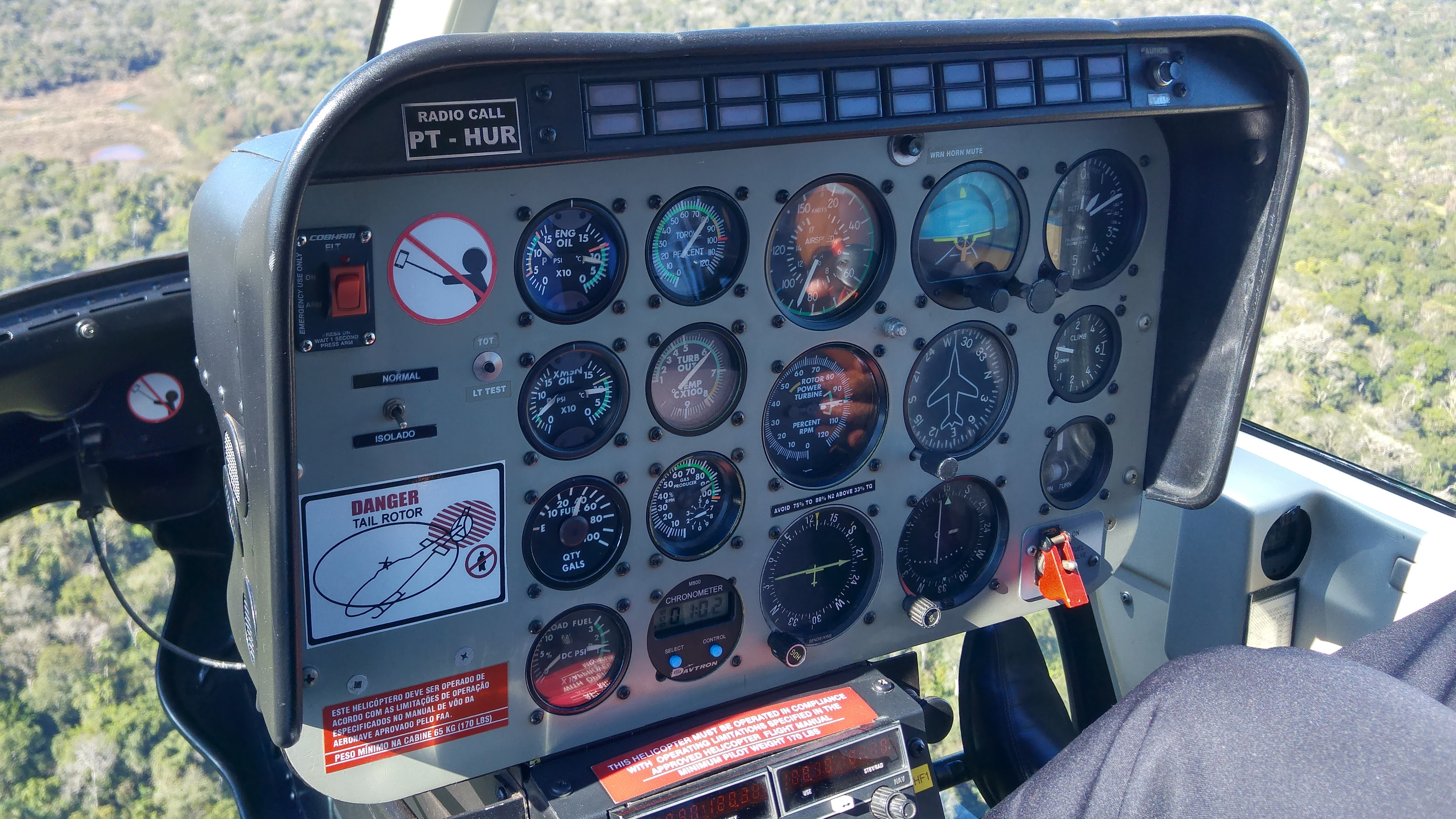
Painel de um helicóptero Bell 206B

## Variantes

### Civis
- Bell 206 - Cinco protótipos YOH-4A para avaliação de voo no programa do exército americano em 1963.
- Bell 206A - Certificado em 1966 para uso civil. Selecionado pelo exército americano como OH-58A Kiowa em 1968.
- Bell 206B - Atualizado com o motor Allison 250-C20. É a versão atual de produção.
- Bell 206B-2 - Bell 206B atualizados com as melhorias do 206B-3.
- Bell 206B-3 - Usa o motor Allison 250-C20J e possui duas polegadas a mais no diâmetro do rotor de cauda.
- Bell 206L - fuselagem alongada para comportar sete assentos.
- Bell 206L-2
- Bell 206L-3
- Bell 206L-4 - modificação com estabilizadores verticais na cauda.
- Bell 206LT TwinRanger - são conversões pós-venda do 206L, caracterizadas pela instalação de motor duplo tipo biturbina.
- Bell 407 - Baseado no 206L com sistema de rotor de quatro pás, contra apenas duas do 206.
- Bell 417 - Atualização do 407 com novo motor maior e mais potente.

### Militares
- OH-58 Kiowa - versão de observação para o exército americano.
- TH-57 Sea Ranger - versão de treinamento para a marinha e o corpo de fuzileiros americanos.
- TH-67 Creek - versão de treinamento para o exército americano.

## Acidentes notáveis
Em 11 de fevereiro de 2019, um acidente com um Bell 206B, matricula PT-HPG, que tentou um pouso de emergência na Rodovia Anhanguera e foi atingido por um caminhão, resultou na morte do jornalista Ricardo Boechat e do piloto.

## Emprego no Brasil

### Força Aérea Brasileira

Bell 206 da Força Aérea Brasileira (1975)

Sete aeronaves Bell 206A foram adquiridas em 1967. Três foram reservadas para o transporte de autoridades e designadas VH-4. Quatro foram destinadas as tarefas de ligação e observação e designadas OH-4. Atualmente, duas aeronaves ainda estão em operação em tarefas utilitárias como UH-4.

### Marinha
A Marinha do Brasil adquiriu um total de dezoito aeronaves Bell 206B JetRanger II. Estas aeronaves foram designadas IH-6A, como helicóptero de treinamento, e UH-6, como helicóptero multipropósito. Em 1986, dezesseis aeronaves Bell 206B-3 Jet Ranger III foram adquiridas e designadas IH-6B.
Atualmente, dezoito aeronaves estão em operação, integradas ao 1º Esquadrão de Helicópteros de Instrução (HI-1)  e no 4º Esquadrão de Helicópteros de Emprego Geral (HU-4). Estas últimas servem como destacamento aéreo embarcado, operando a partir no Monitor Parnaíba e apoiam o 6.º Distrito Naval da Marinha do Brasil (em Ladário) e o Corpo de Fuzileiros Navais.
O Bell JetRanger pode ser armado com duas metralhadoras coaxiais de 7,62 mm ou casulos lança-foguetes.